# Faustina (manželka Constantia II.)
Faustina (fl. 350–366) byla římská císařovna, třetí manželka císaře Constantia II. Hlavním zdrojem její biografie je popis římského historika Ammiana Marcellina. Její původ není známý.

## Život
Narodila se v první polovině 4. století. V roce 361 se v Antiochii provdala za císaře Constantia. Po smrti císařovny Eusebie v roce 360, byla Constantiovou třetí manželkou. Ammianus jednoduše napsal, že ke svatbě došlo, když Constantius zimoval v Antiochii, kde odpočíval od probíhajících římsko-perských válek. "Ve stejné době si Constantius vzal za manželku Faustinu, protože dávno ztratil Eusebii."
Manželství s Constantiem netrvalo dlouho, protože Constantius 3. listopadu 361 zemřel. Tou dobou byla Faustina již těhotná a později porodila dceru Constantii, která byla jediným císařovým potomkem. Constantia se později provdala za císaře Gratiana.
Dne 28. září 365 v Konstantinopoli se Procopius prohlásil císařem s úmyslem sesadit úřadujícího císaře Valense. Nejpádnějším důvodem uzurpátora Procopia na římský trůn byl jeho příbuzenský vztah s uctívanou konstantinovskou dynastií, přičemž toto spojení zdůrazňoval při svých veřejných vystoupeních, při nichž Faustinu a její malou dceru neustále udržoval ve své blízkosti.
Ammianus Marcellinus uvádí, že Procopius „vždy nesl na nosítkách malou dceru Constantii, vnučku velkého Konstantina s její matkou Faustinou, jak v průvodu, tak i při přípravě na bitvu, čímž motivoval vojáky, aby bojovali rozhodněji za císařskou rodinu, s níž, jak jim řekl, byl sám spojen.“
Po bitvě u Thyatiry a popravě Procopia v roce 366 se další informace o Faustině nedochovaly.